# مشروع مكاني (اليونيسيف)
مشروع مكاني أو برنامج مراكز مكاني أو المساحات الصديقة والآمنة للطفل، هي تسميات متعددة لمشروع مساحات آمنة بدعم من منظمة اليونيسف انطلق في العديد من الدول العربية والأفريقية بهدف توفير أماكن ومساحات آمنة للأطفال والشباب للوصول إلى فرص التعلم، وخدمات حماية الطفل والخدمات الهامة الأخرى. ويتم تعريف مراكز مكاني بأنها مساحات آمنة توفر خدمات شاملة لجميع الأطفال الأكثر تهميشا من خلال نهج متكامل يجمع بين برامج بناء المهارات، ودعم حماية الطفل المبنية على المجتمع، وخدمات دعم التعليم. يهدف برنامج مكاني إلى تعزيز النمو الكامل للأطفال وتحقيق رفاههم البدني والاجتماعي والعاطفي، وتوفير بيئة آمنة لهم وتوفر قسما للتوعية المجتمعية مربوطا بخدمات تتوفر داخل المركز؛ إذ يحيل الفتيان والفتيات إلى هيئات تخصصية أخرى كما هو الحال في إحالة الأطفال إلى التعليم الرسمي ومعالجة حماية الطفل والعنف القائم على النوع الاجتماعي. تستهدف مراكز مكاني ببرامجها المتعددة الفتيان والفتيات من عمر (1-24) عاما. وتوفر أماكن لعب و‌معالجة نفسية وتعليما آمنا لكل الأطفال والمنتسبين لهذه المراكز مع خبراء في التواصل مع الأطفال ممن عانوا من التهجير والعنف الاجتماعي.

## خلفية تاريخية
خلال عامي 2017 - 2018، أجرت اليونيسف تحولات إستراتيجية لضمان استمرار استفادة الأطفال الأكثر تهميشاً من خدمات عالية الجودة تعزز رفاههم ونموهم وتوفر احتياجاتهم مع تقليل التكاليف بهدف ضمان استدامة الخدمات على المدى البعيد. وقد تم تحقيق ذلك  في المجتمعات المضيفة من خال التحول إلى نهج حماية الطفل المبني على المجتمع، إضافة إلى تعزيز الشراكات المحلية لليونيسف التي شملت وزارة التنمية الاجتماعية والمنظمات المحلية غير الحكومية ومنظمات المجتمع المحلي، وبدأ العمل على تحويل «مكاني» داخل مخيمات اللاجئين السوريين إلى نهج مجتمعي يهدف لتمكين أفراد المجتمع وتعزيز مبادئ القيادة والمسؤولية والمشاركة لدى اللاجئين لتعزيز استدامة البرنامج، وقد تم تطبيق هذا التحوّل بشكل رسمي في نهاية عام 2017 حيث أصبح جميع العاملين في مراكز «مكاني» داخل مخيمي الأزرق والزعتري من مجتمع المخيم المحلي.
في عام 2019، وبالاعتماد على العديد منالدرسات المكثفة للبرنامج والمشاورات مع المنتفعين، أطلقت اليونيسف تصميمًا جديدًا للبرنامج يهدف إلى تعزيز جودة الخدمات المقدمة في مراكز «مكاني» في جميع أنحاء المملكة الأردنية الهاشمية، بما في ذلك مخيمات اللاجئين؛ حيث تم تطوير منهاج رئيسي يدمج المكونات الرئيسية (أي خدمات دعم التعلم وحماية الطفل المبنية على المجتمع والمهارات الحياتية).

## الخدمات المقدمة
تقدم مراكز مكاني العديد من الخدمات للمجتمعات المضيفة منها
- خدمات دعم التعلم للأطفال
- تدريبات المهارات الحياتية
- الدعم النفسي - الاجتماعي للأطفال
- محطات المعرفة للغة الإنجليزية والحاسوب
- تنمية الطفولة المبكرة
- دعم مؤسسات المجتمع المدني والجميعات في المجتماعت المضيفة وتمكينها